# Hermann Nuber
Hermann Nuber (* 10. Oktober 1935 in Offenbach am Main; † 12. Dezember 2022 ebenda) war ein deutscher Fußballspieler und -trainer. Er trug den Beinamen „Der eiserne Hermann“. Von 1955/56 bis 1962/63 hat der als Halbstürmer, Außen- und Mittelläufer im damaligen WM-System einsetzbare spätere Ehrenspielführer von Kickers Offenbach 204 Ligaspiele mit 102 Toren in der Oberliga Süd absolviert. Nach der Nichtaufnahme in die Bundesliga kamen ab 1963/64 bis 1967/68 in der zweitklassigen Regionalliga Süd weitere 168 Punktspiele mit 57 Toren hinzu. Die Vereinslegende vom Bieberer Berg wird zusätzlich in der Bundesliga (1968/69: 34-5; 1970/71: 2-0) mit 36 Einsätzen und fünf Toren geführt.

## Sportliche Laufbahn

### Vereinskarriere

#### Jugend und Oberliga Süd, bis 1963
Der in Offenbach geborene Nuber besuchte die Friedrich-Schule und hatte schon als Knabe die Häuptlingsrolle inne, wobei er nie ein diplomatischer Typ, sondern einer der Marke „Geradeaus“, ein kerniger Kumpeltyp war. Er war bereits in der OFC-Jugend, der er seit 1946 angehörte, eine herausragende Figur und gehörte deshalb auch im Jahr 1954 der DFB-Jugendauswahl für das in Deutschland durchgeführte FIFA-Turnier an. Als Vorbereitung wurde ein Lehrgang in der Sportschule Schöneck in Karlsruhe durchgeführt. Während des Turniers war die DFB-Jugend in Rhöndorf am Fuße des Drachenfels untergebracht. Die sportliche Leitung lag in Händen von Dettmar Cramer und Jakob Streitle. An der Seite von Mitspielern wie Karl Hoffmann, Günter Jäger, Ernst-Günter Habig, Ulrich Muhl und dem überragenden Torjäger Uwe Seeler (12 Tore) bestritt der Offenbacher alle sechs Turnierspiele der deutschen Jugendauswahl (Saarland, 6:1; Nordirland, 6:1; Ungarn, 2:0; England, 2:2; Türkei, 2:1) und trennte sich am 19. April 1954 in Köln im Endspiel gegen Spanien mit einem 2:2 nach Verlängerung. Spanien wurde durch das bessere Torverhältnis nach dem Divisionsverfahren der Turniersieg zugesprochen.
Als 17-Jähriger wurde das Eigengewächs bereits am 1. Februar 1953 im DFB-Pokal bei einer 1:2-Heimniederlage gegen Wormatia Worms erstmals in der Ligamannschaft von Kickers Offenbach eingesetzt. Seine zwei nächsten Einsätze bekam das Talent in der Endrunde um die deutsche Fußballmeisterschaft 1955: Am 5. Juni beim späteren deutschen Meister Rot-Weiss Essen (1:4) und eine Woche danach bei einem 5:2-Heimerfolg gegen Wormatia Worms (5:2). Sein offizielles Oberligadebüt gab Nuber in der Saison 1955/56 am 11. Dezember 1955 bei einem 3:1-Heimerfolg gegen den BC Augsburg. Er bildete dabei zusammen mit Willi Keim und Helmut Sattler die Läuferreihe.
Nach der Saison 1958/59, der ausgewiesene Kopfball-, Freistoß- und Fernschussspezialist hatte beim Erreichen der Vizemeisterschaft in der Oberliga Süd alle 30 Spiele absolviert und dabei 22 Tore erzielt, zog er in der Endrunde um die deutsche Fußballmeisterschaft gegen die Konkurrenten Hamburger SV, Tasmania 1900 Berlin und Westfalia Herne in das Endspiel ein. Als rechter Verbinder bildete er mit Außenstürmer Engelbert Kraus den rechten Flügel und hatte in den Gruppenspielen fünf Tore erzielt, darunter das entscheidende 3:2 in der 84. Minute gegen den Hamburger SV, als der OFC in der Halbzeit mit 0:2 vor 80.000 Zuschauern im Frankfurter Waldstadion in Rückstand gelegen hatte und den 1:2-Anschlusstreffer in der 87. Minute beim 3:2-Heimerfolg gegen Tasmania 1900 Berlin. Im Finale setzte sich Eintracht Frankfurt in der Verlängerung mit 5:3 durch.
Die letzte erstklassige Oberligasaison 1962/63 beendete Offenbach am 5. Mai 1963 mit einem Nachholspiel gegen den VfB Stuttgart (1:1). Nuber bildete dabei mit Berti Kraus, Siegfried Gast, Gerhard Kaufhold und Oskar Lotz den Kickers-Angriff. Nach 203 Ligaeinsätzen mit 102 Toren war die Ära der erstklassigen Oberliga beendet.

#### Regionalliga und Bundesliga, 1963 bis 1971
Als am 4. August 1963 der erste Spieltag der zweitklassigen Regionalliga Süd gestartet wurde, führte Kapitän Nuber seine Kickers im Freiburger Möslestadion gegen den Freiburger FC auf das Feld. Der OFC gewann mit Toren von Georg Tripp und Gast mit 2:1. Am Rundenende belegte das Team von Trainer Hans Merkle den dritten Rang, der Einzug in die Bundesligaaufstiegsrunde wurde nicht erreicht. Der Denker und Lenker des Kicker-Spiels hatte in 35 Ligaspielen 15 Tore erzielt. Auch im zweiten Regionalligajahr, 1964/65, belegte Nuber mit seinen Offenbachern wiederum den dritten Rang; seine persönliche Bilanz betrug 34 Spiele mit 18 Toren. Im ersten Trainerjahr unter Kurt Baluses, 1965/66, wurde die Vizemeisterschaft erspielt und damit erstmals in die Aufstiegsrunde eingezogen; aber ohne Erfolg, der OFC belegte lediglich den vierten Rang. Im vierten RL-Jahr, 1966/67, glückte der Meisterschaftserfolg, eine bessere Aufstiegsrunde (2. Platz), aber wiederum nicht der Aufstieg in die Bundesliga. Als die Vereinslegende nach der zweiten Vizemeisterschaft 1967/68 im dritten Anlauf in der Bundesligaaufstiegsrunde mit seinen Kickers sich durchsetzen konnte, war Offenbach endlich in der Bundesliga. Der „Haudegen“ hatte dazu von 1963 bis 1968 168 Regionalligaspiele mit 57 Toren und 22 Aufstiegsspiele mit sechs Toren benötigt. In der Bundesligasaison 1968/69 absolvierte der „eiserne Hermann“ alle 34 Ligaspiele und kam dazu noch auf fünf Tore. Als 18. stieg Offenbach aber wieder in die Regionalliga ab.
Nuber war zu seiner aktiven Zeit von 1953 bis 1971 als Abwehrspieler mit der Nr. 5 (Mittelläufer) ausschließlich für Kickers Offenbach aktiv und spielte Ende der 1960er und Anfang der 1970er Jahre in der Bundesliga. Beim größten Erfolg der Vereinsgeschichte, dem DFB-Pokalsieg 1970 fehlte Nuber, da er zu diesem Zeitpunkt seine Karriere beendet hatte. In der darauffolgenden Bundesliga-Saison 1970/71 schnürte er noch einmal in zwei Bundesligaeinsätzen die Fußballstiefel für den OFC, um für den Verein gegen den Abstieg zu spielen. Nuber absolvierte von 1953 bis 1971 insgesamt 408 Punktspiele für die Offenbacher, dabei gelangen ihm 164 Tore.

### Auswahleinsätze
Nuber, der in seiner ganzen Karriere kein einziges Länderspiel in der A-Nationalmannschaft bestritt, gehörte bei der Weltmeisterschaft 1958 in Schweden zum Aufgebot der deutschen Nationalmannschaft; er war aber nicht in Schweden vor Ort, Nuber stand zusammen mit Rudolf Hoffmann, Wolfgang Peters und Günter Sawitzki auf Abruf bereit. Im Jahr 1957 kam der Offenbacher in zwei Länderspielen der U23-Nationalmannschaft zum Einsatz. Zuerst am 27. März in Essen bei einem 4:2-Erfolg gegen Belgien als linker Außenläufer neben Mittelläufer Günter Graetsch. Das zweite Mal am 21. Dezember in Braunschweig gegen Ungarn bei einem 3:3-Remis. Da agierte er als Außenläufer neben Mittelläufer Otto Laszig. Zwei Jahre später, am 8. November 1959 wurde er vom DFB in die B-Nationalmannschaft im Länderspiel in Saarbrücken gegen Ungarn berufen. Er bildete dabei zusammen mit Torhüter Horst Schnoor, dem Verteidigerpaar Gustav Witlatschil und Friedel Späth, sowie den Läuferkollegen Willi Koll und Dieter Seeler die deutsche Defensive bei einem 2:1-Erfolg.
Angefangen hatten seine Auswahlberufungen durch den DFB im Jahr 1954 durch die Aufnahme in die Jugendnationalmannschaft. Als Bundestrainer Sepp Herberger im November 1956 Länderspiele gegen die Sowjetunion (A- und B-Nationalmannschaft) austrug, gehörte der junge Oberligaakteur aus Offenbach auch erstmals im Seniorenbereich einem DFB-Lehrgang (3. bis 7. September in Duisburg) an. Das wiederholte sich im November des gleichen Jahres vor den zwei Länderspielen gegen die Schweiz (1:3) und Irland (0:3); aber auch hier ohne Länderspieleinsatz. Anstelle des Offenbachers debütierten Spieler wie Horst Szymaniak, Hans Neuschäfer und Elwin Schlebrowski. Im Jahr 1957 durchlief Nuber einen DFB-Lehrgang vom 18. Februar bis 2. März in Duisburg, die Länderspiele gegen Österreich (10. März; 3:2) und die Niederlande (3. April; 2:1) fanden aber wiederum ohne den jungen Leistungsträger des OFC statt. Am 17. November 1957 stand er in der Auswahl von Süddeutschland beim Repräsentativspiel in Ludwigshafen gegen den Südwesten. Vor dem ersten Länderspiel des WM-Jahres 1958 am 2. März in Brüssel gehörte er erneut dem Lehrgangskader vom 27. Februar bis 1. März in der Sportschule Hennef an. Als Herberger am 26. März 1958 in Basel mit einer deutschen B-Auswahl gegen eine Schweizer Auswahl testete, kam Nuber in der zweiten Halbzeit als rechter Läufer beim 2:1-Erfolg (Tore durch Helmut Rahn und Ulrich Biesinger) zum Einsatz. Sein letzter Einsatz vor der Weltmeisterschaft im Juni in Schweden datiert bei einem Testspiel am 23. April in Kassel zwischen einer A-Auswahl (Fritz Herkenrath; Herbert Erhardt, Erich Juskowiak; Nuber, Karl-Heinz Schnellinger, Horst Szymaniak) und einer B-Auswahl vor 35.000 Zuschauern, welches 1:1 endete. Seltsamerweise gehörte Nuber auch nicht dem abschließenden WM-Lehrgang vom 12. bis 24. Mai 1958 in der Sportschule München-Grünwald mit 25 Kandidaten an. Als der Bundestrainer am 23. Mai den Spielern mitteilte, welche 17 nach Schweden fahren sollten und wer zu den fünf gehören würde, die auf Abruf in Deutschland bereit sein sollten, gehörte der Offenbacher der „Abruf“-Gruppe an.
Mit dem Einsatz am 10. September 1958 in Düsseldorf in einer A-Auswahl gegen Fortuna Düsseldorf vor dem ersten Länderspiel nach der WM 1958 in Schweden, am 24. September in Kopenhagen gegen Dänemark (1:1), endeten die Verbindungen von Hermann Nuber zur Nationalmannschaft.

## Weiterer Werdegang
Nach seiner aktiven Zeit als Spieler war er Trainer, unter anderem 1984 in der Bundesliga bei seinem Heimatverein Kickers Offenbach. In seiner Zeit als Amateur- und A-Jugendtrainer trainierte er unter anderem die späteren Nationalspieler Rudi Völler, Uwe Bein, Oliver Reck und Jimmy Hartwig. Am 12. Dezember 2022 verstarb die OFC-Legende in seiner Heimatstadt im Alter von 87 Jahren.

## Ehrungen
1968 wurde er bei der Wahl zu Deutschlands Fußballer des Jahres Zweiter hinter Franz Beckenbauer.
Im Stadion am Bieberer Berg wurde ihm zu Ehren zu seinem 60. Geburtstag im Jahr 1995 eine bronzene Büste errichtet.
Im Jahr 2013 erhielt Nuber den Ehrenpreis der Stadt Offenbach für sein Lebenswerk als Fußballspieler und -trainer.

## Zitate über Nuber
„Vielleicht hatten die Kickers in Ihrer 119-jährigen Geschichte drei, vier bessere Fußballer als Hermann Nuber. Aber keiner verkörperte den OFC und die einstige Arbeiterstadt Offenbach so wie er.“

„Ohne Hermann Nuber wäre meine Karriere sicher nicht so verlaufen. Ich habe ihm sehr, sehr viel zu verdanken.“